# Memorando de Extraordinários Engodos Populares e a Loucura das Multidões
Memorando de extraordinários engodos populares e a loucura das multidões (em inglês Extraordinary Popular Delusions and the Madness of Crowds)  é uma história popular sobre a estupidez do povo, escrita pelo jornalista escocês Charles Mackay e publicada pela primeira vez em 1841. As crônicas e difamações são divididas em três partes: "Desilusões nacionais", "Alienações peculiares" e "Desilusões filosóficas". Os temas, dos quais Mackay explora o lado ridículo, incluem a alquimia, barbas e sua influência na política e na religião, caça às bruxas, cruzadas e duelos. Economistas atuais, como Andrew Tobias, destacam os três capítulos sobre bolhas especulativas.
Entre as citadas bolhas (ou "manias" financeiras) descritas por Mackay está a mania das tulipas, um surto especulativo ocorrido na Holanda em meados do século XVII. De acordo com Mackay, durante esta bolha, especuladores de todas as classes sociais compraram e venderam até mesmo bulbos de tulipas  que ainda não existiam, constituindo o mais antigo exemplo de contratos futuros. Diz-se que algumas variedades de bulbos de tulipa  rapidamente tornaram-se alguns dos objetos mais caros do mundo, até que a bolha dos bulbos estourou em 1637.
Outras bolhas descritas por Mackay são a bolha da empresa The South Sea Company, que ocorreu entre 1711 e 1720, e da Companhia do Mississippi, entre 1719 e 1720.
Dois pesquisadores contemporâneos, Peter Garber e Anne Goldgar, concluíram independentemente que MacKay exagerou muito a escala e os efeitos da bolha das tulipas, com intenções moralistas. Mike Dash, em nota de rodapé ao seu trabalho sobre a alegada bolha  afirma que a história da mania das tulipas ainda permanece obscura  e nunca foi objeto de uma investigação acadêmica exaustiva. Segundo ele,  historiadores e particularmente os economistas continuam a exagerar a real importância e extensão da mania das tulipas 